# الجبر الجزئي (الفرعي)
في الرياضيات، الجبر الجزئي/ الفرعي هو مجموعة جزئية من الجبر، حيث أن كل العمليات مستقرة داخله، مع محافظته على العمليات المستخلصة من العمليات الأصلية.
تنبيه
الجبر ، عند الإشارة إلى بنية، غالبًا ما تعني فضاء متجهيا أو فضاء حلقيا مزودا بعملية «ثنائية خطية» إضافية. يعتبر الجبر في الجبر الكوني/الشامل أكثر عمومية: فهو تعميم شائع لجميع البنيات الجبرية. يمكن أن تشير «الجبر الفرعي» إلى أي من الحالتين.

## الجبر الجزئي على حلقة أو حقل تبادلي
الجبر الجزئي (للجبر على حلقة أو حقل تبادلي) هو فضاء متجهي جزئي يحافظ على استقرار الجداء داخل الفضاء. كما أنه باعتماد تقييد الضرب يبقى الجبر الجزئي محافظا على نفس حلقة الجبر الأساسي -أو الحقل- .
ينطبق هذا المفهوم في معظم التخصصات، فيبغي للضرب أن يفي بخصائص إضافية بحسب المجال، فعلى سبيل المثال هناك شروط أخرى في الجبر التجميعي أو جبر لِّي يجب ان يستوفيها هذا الضرب.
أما بالنسبة للجبور الأحادية فلا بد أن يكون العنصر المحايد هو نفسه في الجبر والجبر الجزئي.

### مثال
نعلم بوضوح أن المصفوفات 2 × 2 ذات الحقل الحقيقي، أي {\displaystyle M_{2}(\mathbb {R} )}، هي جبر أحادي، لكن إن اعتبرنا المصفوفات المنعدمة إلا أولَ مُدخل في القُطر فستُكَوِّن جبرا أحاديا بذاتها لكن لن تكون جبرا جزئيا للجبر الأساسي نظرا لتغير العنصر المحايد.